# Belmonte de Tajo
Belmonte de Tajo – niewielka miejscowość w Hiszpanii w południowej części we wspólnoty autonomicznej Madryt w odległości 54 km od Madrytu. Liczy niespełna 1 500 mieszkańców. Udokumentowana historia Belmonte de Tajo sięga końca XI wieku. 